# بيلي اوديل
بيلي اوديل (بالإنجليزية: Billy O'Dell)‏ هو لاعب كرة قاعدة أمريكي، ولد في 10 فبراير 1933 في وايتمير في الولايات المتحدة، وتوفي في 12 سبتمبر 2018 في نيوبيري في الولايات المتحدة بسبب مرض باركنسون.

## وصلات خارجية
- بيلي اوديل على موقع دوري كرة القاعدة الرئيسي (الإنجليزية)
- بيلي اوديل على موقعبيزبول رفرنس.كوم (الدوري الرئيسي) (الإنجليزية)
- بيلي اوديل على موقعبيزبول رفرنس.كوم (الدوري الثانوي) (الإنجليزية)